# Falacia de Hoyle
El tornado del depósito de chatarra, también conocido como la falacia de Hoyle, es un argumento utilizado para rebatir la probabilidad de abiogénesis como comparable a "la posibilidad de que un tornado que barre un depósito de chatarra pueda ensamblar un Boeing 747". Fue utilizado originalmente por el astrónomo inglés Fred Hoyle (1915–2001), quien aplicó el análisis estadístico al origen de la vida, pero observaciones similares son anteriores a Hoyle y se han encontrado hasta la época de Darwin, y de hecho a Cicerón en la época clásica. Todo y que el mismo Hoyle era ateo, esta reflexión se ha convertido , por parte de algunas corrientes religiosas   e incluso fundamentalistas creacionistas lo utilizan como argumento en el rechazo de la evolución.
Este argumento es rechazado por la gran mayoría de los biólogos. Desde el punto de vista evolutivo moderno, mientras que las probabilidades de la construcción repentina de formas de vida superiores son increíblemente remotas, la evolución avanza en muchas etapas más pequeñas, cada una impulsada por la selección natural y no por el azar, durante un largo período de tiempo. La transición en su conjunto es plausible, ya que cada paso mejora la capacidad de supervivencia; el Boeing 747 no fue diseñado en un solo improbable estallido de creatividad, al igual que las formas de vida modernas no se construyeron en un solo evento improbable, como postula el tornado del depósito de chatarra.

## Argumentación

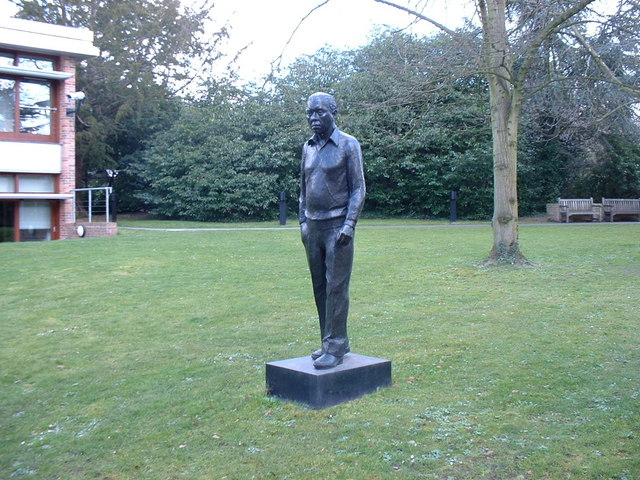
Estatua de Fred Hoyle en el Instituto de Astronomía de Cambridge.

De acuerdo con el análisis de Fred Hoyle , la probabilidad de obtener todas las aproximadamente 2000 enzimas de la vida en una prueba aleatoria es de uno en 10 40 000.

La vida no puede haber tenido un comienzo aleatorio... El problema es que hay unas dos mil enzimas, y la posibilidad de obtenerlas todas en una prueba aleatoria es solo una parte en 1040 000, una probabilidad escandalosamente pequeña de que no se podría enfrentar incluso si todo el universo consistiera en sopa orgánica.

Comentó además:

La probabilidad de que formas de vida superior pudieran haber emergido de esta manera es comparable a la probabilidad de que un tornado pasando sobre un montón de chatarra arme un Boeing 747 sobre la base de los materiales encontrados allí.

Esto hace eco de su postura, reportada en otra parte:

La vida tal como la conocemos, entre otras cosas, depende de al menos 2000 enzimas diferentes. ¿Cómo pudieron las fuerzas ciegas del océano primordial arreglárselas para combinar los elementos químicos correctos para construir enzimas?

Hoyle usó esto para argumentar a favor de la panspermia, que el origen de la vida en la Tierra fue de vida preexistente en el espacio.

## Detalles
El tornado del depósito de chatarra se deriva de los argumentos más populares en la década de 1920, antes de la síntesis evolutiva moderna, que son rechazados por los biólogos evolutivos. Un paso preliminar es establecer que el espacio fásico que contiene alguna entidad biológica (como los humanos, las células en funcionamiento o el ojo) es enorme, algo que no es polémico. Entonces, el argumento es inferir del enorme tamaño del espacio de fase que la probabilidad de que la entidad pueda aparecer por casualidad es extremadamente baja, ignorando el proceso clave involucrado, la selección natural. A veces también se invoca una supuesta «Ley de Borel», para afirmar que los eventos altamente improbables no ocurren. Si todos los posibles resultados de un proceso natural son altamente improbables, entonces un resultado altamente improbable ocurrirá con certeza.
Esta «Ley de Borel» es en realidad el límite de probabilidad universal, que cuando se aplica a la evolución es axiomáticamente incorrecto. El límite de probabilidad universal asume que el evento que uno está tratando de medir es completamente aleatorio, y algunos usan este argumento para demostrar que la evolución no podría ocurrir, ya que su probabilidad sería mucho menor que la del límite de probabilidad universal. Esto, sin embargo, es una falacia, dado que la evolución no es un efecto completamente aleatorio (deriva genética), sino que procede con la ayuda de la selección natural.
El Argumento de Hoyle es una reelaboración del viejo teorema de los infinitos monos aplicado a la bioquímica celular en lugar de las obras de Shakespeare. En el Argumento se afirma que la probabilidad de que una molécula de proteína pudiera lograr una secuencia funcional de aminoácidos es demasiado baja para que ocurra exclusivamente por azar. Hoyle calculó que esto era comparable a la probabilidad de que un tornado pasando sobre un montón de chatarra pudiera armar un Boeing 747.
El tornado del depósito de chatarra también se aplica a la bioquímica celular. Esto es comparable al antiguo teorema de los infinitos monos, pero en lugar de las obras de William Shakespeare, la afirmación es que la probabilidad de que una molécula de proteína pueda lograr una secuencia funcional de aminoácidos es demasiado baja para darse cuenta solo por casualidad. El argumento combina la diferencia entre la complejidad que surge de los organismos vivos que pueden reproducirse (y como tales pueden evolucionar bajo la selección natural para adaptarse mejor y quizás ser más complejos con el tiempo) con la complejidad de los objetos inanimados, incapaces de transmitir cualquier cambio reproductivo (como la multitud de piezas fabricadas en un Boeing 747 ). La comparación se rompe debido a esta importante distinción.
Según Ian Musgrave (Lies, Damned Lies, Statistics, and Probability of Abiogenesis Calculations):

Estas personas, incluyendo a Fred, cometen alguno de los siguientes errores:
1. Calculan la probabilidad de formación de una proteína "moderna", o hasta de una bacteria completa con todas las proteínas "modernas", mediante eventos al azar. Esto no es lo que la teoría de la abiogénesis afirma en lo absoluto.
2. Asumen que hay un número fijo de proteínas, con secuencias fijas por cada proteína, que son necesarias para la vida.
3. Calculan la probabilidad de intentos secuenciales, en lugar de intentos simultáneos.
4. No comprenden lo que significa el cálculo de probabilidades.
5. Subestiman el número de enzimas funcionales/ribozimas que están presentes en un grupo de secuencias al azar.

## Impacto
El argumento del tornado de depósito de chatarra es rechazado por los biólogos evolutivos, ya que, como señaló el difunto John Maynard Smith, "ningún biólogo imagina que las estructuras complejas surgen en un solo paso". La biología evolutiva explica cómo evolucionaron las estructuras celulares complejas mediante el análisis de los pasos intermedios necesarios para la vida precelular. Son estos pasos intermedios los que se omiten en los argumentos creacionistas, lo que es la causa de su sobreestimación de la improbabilidad de todo el proceso.
El argumento de Hoyle es un pilar del creacionismo , el diseño inteligente , la ortogenética y otras críticas a la evolución. Ha sido catalogado como una falacia por Richard Dawkins en sus dos libros The Blind Watchmaker y Climbing Mount Improbable.  Dawkins argumenta que la existencia de Dios, quien bajo los usos teístas del argumento de Hoyle es implícitamente responsable del origen de la vida, desafía la probabilidad mucho más que el origen espontáneo de la vida, incluso dadas las suposiciones de Hoyle, y Dawkins detalla su contraargumento en The God Delusion, describiendo a Dios como el "Gambito Boeing 747 Definitivo".